# (4188) Kitezh
(4188) Kitezh (1979 HX4) – planetoida z pasa głównego asteroid okrążająca Słońce w ciągu 3,57 lat w średniej odległości 2,34 j.a. Odkryta 25 kwietnia 1979 roku.